# Свиничка народна ношња
Свиничка народна ношња се битније не разликује од остале ношње у Банатској клисури и Пољадији. Међутим, и поред заједничких типских одлика, постоје извесне разлике, нарочито у називима. У Свиници, као и у већини осталих насеља Клисуре и Пољадије, народна ношња је углавном изобичајена, јер се данас носи одећа од фабричких тканина. Ипак, у појединим кућама маа неких делова старије ношње, а многи старији људи се сећају каква је ношња била крајем 19. и почетком 20. века. 

## Женска ношња
Старинска женска кошуља састоји се из једног дела и шивена је од домаћег платна, односно књепа (кудеље). У новије време, кошуља је састављена из два дела, горњи део оплећак и доњи део поље. Рукави су широки и полазе од гуљера (оковратник или колир). Кошуља је око врата богато набрана, мрћкана. Украшавана је везом дуж груди и рукава. Преко такве кошуље опасивао се широк вунени појас обравница или посев, а преко њега ужи појас каница или брашир.
Преко кошуље жене су носиле кецеље и лети и зими, ткане од домаће вуне. Кецеља се састојала из две мале тканине пуј  и дугих вунених реса чукури. Овакве кецеље су називане чукури или кицеље са чукурима. Некада су се ове кецеље називале катринцом, које су претежно црне боје и без реса, украшене хоризонталним пругама зелене или модре боје. У новије време носиле су се кецеље од сомота, украшене везаним стакленим перлама, манистатама. Преко кошуље носио се кожух, са или без рукава, који је био богато украшен. Осим кожуха, жене су носиле аљине од белог сукна вига. Рукави су дуги, пресавијени изнад шака. Аљина је спреда отворена, а по ивицама најчешће украшена црним гајтаном. 
На глави удате жене су носиле плећер са ћапсом. Плећер је прављен од сукна и вуне, налик на конћу са два рога. Преко плећера се стављала ћапса, капа од платна, украшена везом. Преко чела се везивала узана трака платна-парта, такође украшена везом. Пошто су престале да носе плећере, удате жене су носиле конћ, конђу кружног облика, начињену од дрвета и увијену тканином, коју су заједно са пунђом носиле на потиљку. Преко ње носиле су троугласту мараму или крпу, како је у Свиници називају. У новије време носе купљену крпу, чији крајеви са ресама висе низ леђа. Обичај је да ћуле носе жене после удаје. Њих су правиле мајсторице од куповне златне чипке. Нешто касније, жене преко пунђе носе чепац шивен у домаћој радиности од белог платна. Преко чепца се стављала капа од црвеног и црног сомота, украшена металним шљокицама. У свечаним данима девојке иду непокривене главе. 
И жене и мушкарци носили су на ногама објале или обојке, ткане у четири нити од чрне или чрвене вуне. Обували су опанке направљене у кућној радиности од свињске или говеђе коже. Везивали су их узицама обрвци, од козије длаке.

## Мушка ношња
Летња мушка ношња састојала се из гаћа и кошуље, сашивене од домаћег или фабричког платна. Кошуље су имале високе колире или гуњер и на рукавима таслите. Кошуље су увек украшаване белим везом. Биле су дуге, до испод колена, састављене из две половине фоје и ношене су преко гаћа. Људи су се преко кошуље опасивали вуненим појасом. Гаће су шивене од истог платна. За свечане прилике гаће су на крају ногавица имале чипке, а пола су украшене кејином, чипке израђене шиваћом иглом. 
Преко кошуље мушкарци су носили прслук или лајбер од сукна. Такво сукно је раније било беле боје, а у новије време је увек црне боје. Данас се такви лајбери шију од чохе или сомота, такође црне боје. Зими су мушкарци носили чакшире од белог сукна, које су звали клашње. Испод ових чакшира нису се носиле гаће. Чакшире су биле са равним ногавицама, а на предњем делу од појаса пружала су се два коса отвора. Украшаване су вуненим гајтаном модре или црне боје, брнаш. Чакшире су касније шивене од црног сукна. На горњем делу тела ношен је од црног сукна јанкал и закопчава се спреда. Ношени су и кожуси са или без рукава. Били су увек украшени. На глави су носили куповне шешире, а зими шубаре од јагњећег крзна, клобуте, беле или црне боје, са високим врхом. Такве клобуте правили су и мајстори-кожухари. У Свиници одело зову цоље и кажу да је то српски назив. 

## Карактеристике
Народна ношња у Свиници је истоветна са ношњама у оближњим местима Берзаска и Сикевица, у којима живе становници који говоре румунским језиком. Разлике се јављају само у неким називима, док је већина назива за делове ношње иста као и у Свиници. Тако у Берзаски кажу камаша за кошуљу, а горњи део женске кошуље називају ћупаг, а не оплећак, док доњи део кошуље зову поље, исто као и Свиничани. Жене су некада у Берзаски носиле плећир са ћапсом и партом и кецеље са дугим ресама, кицељ ку ћукури, као и хаљину од белог сукна коју називају шуба. Исти називи су виг за сукно, клин, брнаш за гајтан, фоје, поле, кеја за чипку рађену иглом, крпа за мараму, објала или објаље за обојке, лајбер за прслук. Ношња у Свиници припада типу ношње која се, са извесним разликама, налази у областима Јужних Карпата, у Румунији у областима Хацега, долини реке Бистре и Алмашу, а у Србији у Поречкој реци, Звижду, Млави, Пожаревачкој Морави, Хомољу, Ресави, Тимоку и Црној реци. Највише сличности има са ношњом у области Хацега, долини Бистре, Звижду и Млави. 
Свиничка ношња има доста подударности са ношњом Карашевака. То су крој и изглед женске кошуље, затим назив за доњи део кошуље поље, конђа у облику два рога, марама која се назива крпа. Мушка летња ношња са гаћама и дугом кошуљом преко гаћа, опасаном вуненим појасом, јелек од белог сукна, равног кроја, шешир и шубара, затим обојци које Карашевци називају објала српска. Према неким изворима, жене у Свиници су носиле сукњу као Карашевке, а то је комад вунене мрке тканине, која се увија кко доњег дела тела, од појаса до колена, и која по дну има карактеристичан украс од једне или две узане пруге.